# Spoorlijn Hronská Dúbrava – Banská Štiavnica
De spoorlijn Hronská Dúbrava – Banská Štiavnica (lijn nummer 154) is een enkelsporige secundaire bergspoorlijn in het centrum van Slowakije. De lijn leidt door de vallei van de Jasenica-rivier en verbindt Banská Štiavnica met Hronská Dúbrava. Ze is om een opmerkelijke reden ook gekend als de "Jeugdspoorlijn".

## Geschiedenis
In het verleden was Banská Štiavnica een van de belangrijkste steden van de Donaumonarchie dankzij de winning van edelmetalen. Aan het einde van de 18e eeuw was de stad in het toenmalige Opper-Hongarije, samen met de omliggende dorpen, na Bratislava de tweede grootste woonkern met meer dan 20.000 inwoners.
Op 27 september 1840 werd tussen Bratislava en Svätý Jur de eerste spoorlijn geopend. Deze lijn met een lengte van 15,5 kilometer werd uitgebaat met paardentractie en vormde het begin van de spoorwegen op het grondgebied dat thans Slowakije is.
Dertig jaar later, in 1870, begon de aanleg van een meterspoor vanuit Hronská Dúbrava naar Banská Štiavnica. De aanleg van deze lijn werd op 2 augustus 1873 voltooid. Ze werd als de eerste openbare smalspoorlijn met stoomtractie in het toenmalige Hongarije in dienst gesteld.
De rit van van Banská Štiavnica naar Hronská Breznica (± 20 kilometer) duurde 1 uur en 24 minuten. De reis in de omgekeerde richting duurde 1 uur en 44 minuten. De stoomtrein op deze lijn kreeg de naam "Štiavnická Anča". Deze benaming wordt plaatselijk nog steeds gebruikt.
De steden Levice en Lučenec lagen in 1938 op een deel van het Tsjecho-Slowaakse grondgebied dat ingevolge de Eerste Weense Arbitrage werd overgeheveld naar Hongarije. De op het Tsjecho-Slowaakse grondgebied overblijvende grensgemeenten werden toen ingedeeld bij de regio Banská Štiavnica.
Vanaf 1940 volstonden de gemengde treinen (die voorheen gelijktijdig reizigers en goederen vervoerden) niet meer voor het transport van de groeiende hoeveelheid goederen. Bijgevolg werden vanaf 1940 aanvankelijk twee afzonderlijke goederentreinen ingelegd. Dit aantal evolueerde later naar drie en in 1943 naar vier per dag. Door het toenemende verkeer was er op de smalspoorlijn onvoldoende capaciteit, en op het station Banská Štiavnica plaatsgebrek, voor de uitwijking en voor het lossen van de wagons.
Om die reden ontwikkelde de spoorwegadministratie een project voor de wederopbouw van de lijn. Op 1 augustus 1940 organiseerde het "Ministerie van Verkeer en Waterstaat" in Zvolen een spoorwegtentoonstelling gevolgd door landmetingen in 1940 en 1941.
In mei 1943 keurde de regering de eerste variant van een ontwerp goed, voor de aanleg van een nieuwe spoorlijn (met normaalspoorbreedte) van Hronská Dúbrava naar Banská Štiavnica. De kostprijs bedroeg 190 miljoen kronen.
De aanleg van deze nieuwe lijn (reconstructie en verbreding) begon op 6 oktober 1943 met een ceremonie. In Banská Štiavnica, tussen het begin van de toekomstige tunnel en het nieuwe treinstation, werd de ceremoniële start van de werkzaamheden bijgewoond door de premier (tevens minister van Buitenlandse Zaken) Vojtech Tuka, die vergezeld was door de minister van Transport en Openbare Werken: Július Stano (° Ružomberok, 22 februari 1900 - † Ružomberok, 5 november 1971). Na een toespraak door laatstgenoemde werd de eerste spade in het zand gestoken door premier Vojtech Tuka. Dit gebeurde in aanwezigheid van de Bulgaarse tsaar Ferdinand I van Bulgarije, die destijds in ballingschap in Svätý Anton leefde.
In 1944 werden de werken stopgezet ingevolge de voortdurende veldslagen van de Tweede Wereldoorlog.
Na de Tweede Wereldoorlog werden vooreerst de beschadigde secties van de belangrijkste corridors hersteld. Wegens het verminderend belang van de secundaire lijnen kwam de afwerking van de Jeugdspoorlijn in 1946 op de helling te staan.
Eind 1947, toen de lijn reeds lange tijd moest voltooid zijn, was slechts 40% van het werkvolume gedaan en was slechts 20% van de te bouwen tunnel afgewerkt.

### Jeugdspoorlijn
De onvoltooide nieuwe spoorlijn werd gered door de Unie van de Slowaakse Jeugd. Deze deed tijdens een conferentie op 27 oktober 1947 een toezegging, waarbij beloofd werd dat de Unie het nog niet aangelegde deel van de lijn vanaf het station Hronská Dúbrava tot aan afstandspunt 10.770 zou aanleggen, en tegelijkertijd zou helpen bij de voltooiing van het traject dat reeds in aanbouw was. Na de communistische staatsgreep in februari 1948 stak de toenmalige politicus Gustáv Husák (leeftijd destijds: 35 jaar) op 1 april 1948 de eerste spade in de grond voor de aanleg van het Jeugdgedeelte. Ook Klement Gottwald was van de partij.
De spoorbrug over de Hron in Hronská Dúbrava was reeds op 10 september 1949 afgewerkt.
De lijn werd op 29 oktober 1949 in gebruik genomen, en daags nadien, op zondag 30 oktober, was er een viering ter gelegenheid van de indienststelling.
De Jeugdspoorlijn was een van de eerste grote propagandawerken van de Slowaakse Jeugd en was om die reden van bijzonder belang. Het Slowaakse regime steunde en promootte die werken, omdat ze verondersteld werden "het constructieve enthousiasme en de toewijding van jonge mensen aan het socialisme te demonstreren, en omdat ze gelijktijdig een instrument van hun invloed waren".
47.162 jongeren kwamen elk op hun beurt op de werf. Het merendeel van hen kwam uit Tsjecho-Slowakije, maar 1.601 jongeren kwamen uit het buitenland (Albanië, Algerije, Engeland, Bulgarije, Frankrijk, India, Hongarije, Noorwegen, Polen, Oostenrijk en Oekraïne). Ze werkten meestal gratis, met uitzondering van de betaalde organisatoren.

De activiteiten van de jongeren werden beschreven als volgt: 

"We kwamen niet werken voor het geld: we waren verenigd door onze werkethiek en we wilden bewijzen dat we iets konden doen. Elke avond werd geëvalueerd wie op welke manier te werk was gegaan, en de besten werden uiteindelijk tot leiders verklaard. Na zes uur werken gingen we sporten, 's avonds hadden we vreugdevuren waar we Slowaakse volksliederen zongen..."

Toch herinnert niet iedereen zich de bezigheid als positief. Dit blijkt uit de volgende commentaar: 

"In de jaren 1950 werden de commandanten van de jeugdbrigades berecht als "agenten van de bloedhond Tito". De jongeren leefden hun eigen leven en organiseerden dat zelf. Naast eten en onderdak in een kazerne met stapelbedden ontving elke deelnemer een verplicht blauw hemd, een muts en een deelnemersbadge. Vooraleer ze bij de brigade kwamen was er een deelname aan kampcompetities. Voor uitstekende resultaten in deze competities en voor het werk ontvingen de individuen een insigne. Er werd veel gedanst, gezongen en gediscussieerd. In deze paramilitaire omgeving werd een aantal personen gevormd als toekomstig communistisch functionaris, intellectueel, cultureel of economisch vertegenwoordiger. Het leven in de brigades was verplicht".

## Het spoor

### Beschrijving
Het traçé van de oorspronkelijke smalspoorlijn was niet helemaal identiek aan de huidige normaalspoorlijn en sommige overblijfselen zijn nog steeds zichtbaar buiten de nieuwe lijn.
Onder meer door obstakels op het terrein was de totale lengte (22 km en 895 m) van de oorspronkelijke smalspoorlijn ongeveer 2 km langer dan de huidige lijn, bijvoorbeeld omdat de oorspronkelijke lijn begon in Hronská Breznica en niet in Hronská Dúbrava. In Banská Štiavnica had de oorspronkelijke lijn haar eindpunt in de wijk Špitálská luka. In de buurt van de plaatselijke basisschool is een van de stationsgebouwen bewaard gebleven, doch weinigen weten waarvoor het gebouw ooit diende. Alleen de naam van de straat Železničiarska ulica ("Spoorwegstraat") en de naam van de wijk Stará stanica ("Oud station") herinneren aan de geschiedenis van deze plaats.
Vanaf de uitrit aan het station in Hronská Dúbrava loopt de nieuwe lijn eerst ruim een kilometer parallel aan de dubbelsporige geëlektrificeerde lijn naar Zvolen. Vervolgens draait ze voorbij afstandspunt 1,3 geleidelijk rechtsaf in de zuidelijke richting en bereikt ze aan afstandpunt 1,6 een stalen brug over de Hron. Vlakbij ligt een andere brug, die gebouwd is uit gewapend beton: de rijweg van Žiar nad Hronom naar Zvolen. Aan deze brug ziet men een inscriptie "Jeugdbaan", die zelfs vanuit een rijdende trein waarneembaar is.
Aan afstandspunt 6,5 (vóór aankomst in Kozelník) doorkruist het spoor een vallei. Daarna gaat de lijn verder langs het dorp Kozelník, waar op een afstand van ongeveer één kilometer buiten de gemeente, een nieuw station werd gebouwd. Dan volgt de lijn gedeeltelijk het traçé van het oorspronkelijke smalspoor tot aan de bushalte Banská Belá hájovňa, waar de Sajó-rivier uitmondt in de Jasenica.
Achter het station Banská Belá verlaat de lijn het oorspronkelijke smalspoor en kruist ze de Halčianske rybník-vallei via een uit gewapend beton opgebouwde boogviaduct. De nieuwe lijn gaat verder in de vallei waar de kleine nederzetting Kysihýbel ligt. Vervolgens gaat het spoor na de halte Banský Studenec (voorheen Kysihýbel genaamd) door een lange tunnel. Dan rijdt men door een scherpe bocht met een straal van slechts 300 meter. De lijn eindigt aan het station Banská Štiavnica (509 meter boven de zeespiegel).
Het oorspronkelijke (oude) station in Banská Štiavnica bevond zich tussen de Stanicná ulica ("Stationsstraat") en het begin van Železničiarska ulica ("Spoorwegstraat") (ongeveer 100 meter ten noorden van de motorzaak "DUCATI").Het is nog steeds bewaard gebleven (locatie: klik hier en daarna op Google Maps - "kaart"._region:SK)
In tegenstelling tot de huidige situatie liep de smalspoorlijn vanuit Banská Štiavnica destijds niet door een tunnel, maar via een viaduct, langs de huidige straten Železničiarská en Fándliho. Sedert het project uit 1943 is in Banská Štiavnica een tunnel, die moest toelaten dat de lijn mettertijd via Svätý Anton zou kunnen verlengd worden naar Hontianske Nemce.

### Kunstwerken
Het spoor in een bergachtige omgeving, met een hoogteverschil van 266 meter tussen het hoogste en het laagste punt, vereiste omvangrijke grondwerken. Er diende een stalen brug met een overspanning over de Hron gebouwd worden, een 127 meter lange Kozelníky-viaduct, een 300 meter lange Beliansky-viaduct en een 1.194,5 meter lange Banskoštiavnický-tunnel (Kolpašský-tunnel). Er waren 18 meter hoge spoorbermen en 19 meter diepe onderbruggingen.

#### Banskoštiavnický-tunnel
In het project uit 1943 was de aanleg van de spoorlijn verdeeld in 4 bouwdelen. Het moeilijkste gedeelte was het laatste: het deel waar het spoor de "ketel" van de enorme stratovulkaan van Banská Štiavnica zou oversteken via een tunnel. Het traject vanaf afstandpunt 16.612 tot 20.234 werd via een openbare aanbesteding uitgeschreven en op 5 oktober 1943 gegund aan het bedrijf Jaroslav Václav Velflík in Banská Bystrica voor een prijs van 68.643.387,45 kronen.
De tunnel (ook Kolpašský-tunnel genoemd) is zo ontworpen dat het spoor zijn hoogste punt bereikte op 517 meter boven de zeespiegel.
De tunnel was verdeeld in twee kokers:
- de eerste (in de richting van Banská Štiavnica) met een lengte van 660 meter,
- de tweede (in de richting Hronská Dúbrava) met een lengte van 560 meter.

#### Uitbreiding
De initieel geplande uitbreiding van de lijn naar Pukanec (via Štiavnické Bane) en naar Hontianske Nemce (via Svätý Anton) werd nooit gerealiseerd.

## Rijdend materieel

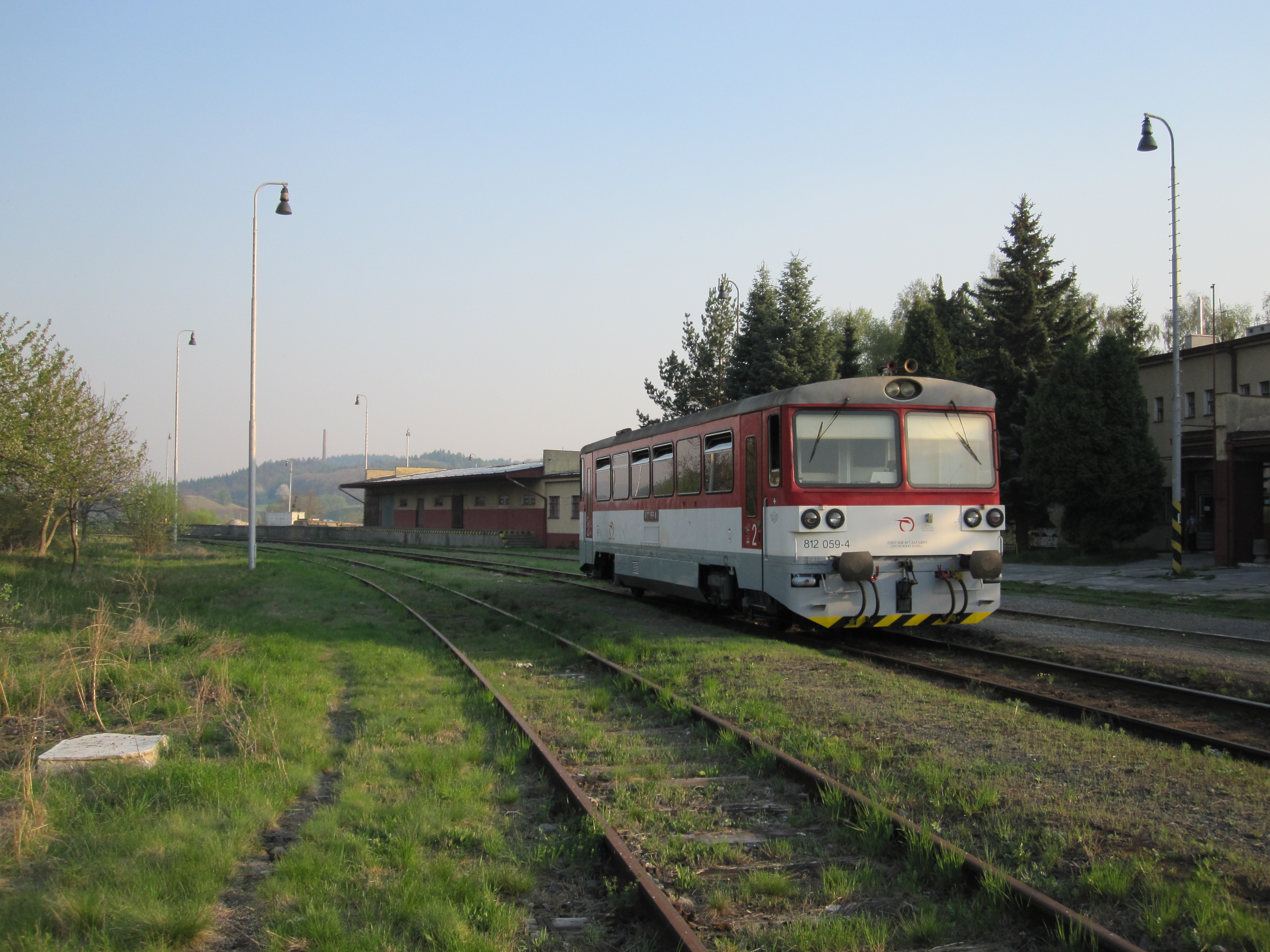
Motorstel van de reeks 812 in station Banská Štiavnica

Op de heraangelegde lijn reden vanaf 1949 stoomtreinen. Deze werden geleidelijk vervangen door diesel-motorstellen van de reeks 801 en mettertijd: 810 en 812.

## Personenvervoer

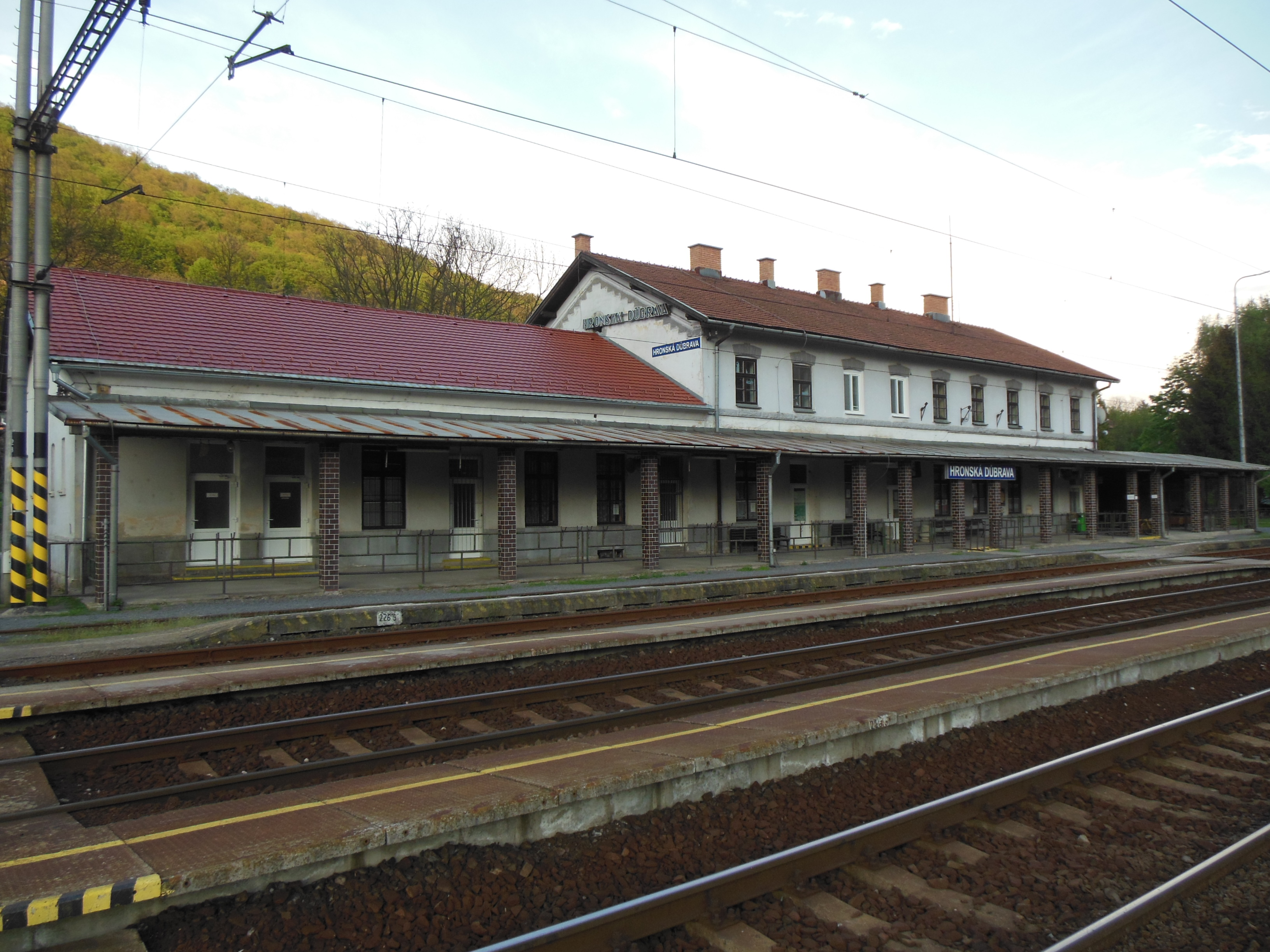
Station Hronská Dúbrava

In 2012 kondigde het Slowaakse Ministerie van Transport aan, dat om economische redenen op deze lijn, vanaf 9 december 2012, het passagiersvervoer met stoptreinen "Os" (Omnibus) zou opgeschort worden.
Mede dankzij de petitie van lokale activisten in augustus 2012, veranderde het ministerie zijn besluit. De petitie werd binnen een termijn van 44 dagen door 14.762 burgers ondertekend en in september 2012 bij het ministerie afgeleverd. In 2012 vroeg de gemeente Banská Štiavnica ook om de Jeugdspoorlijn te registreren als nationaal cultureel monument. De activisten wezen erop dat de nieuwe dienstregeling ongerieflijkheid zou veroorzaken, zowel voor toeristen als studenten, en zeker niet de gepaste werkwijze was om de lijn te redden.
Het jaar nadien, in 2013, gaf de Slowaakse Spoorwegmaatschappij (ŽSR) te kennen dat ze de bedoeling had, om tot het jaar 2015 een bedrag van € 600.000 te besteden aan herstellingen in de tunnel.

## Fietspad

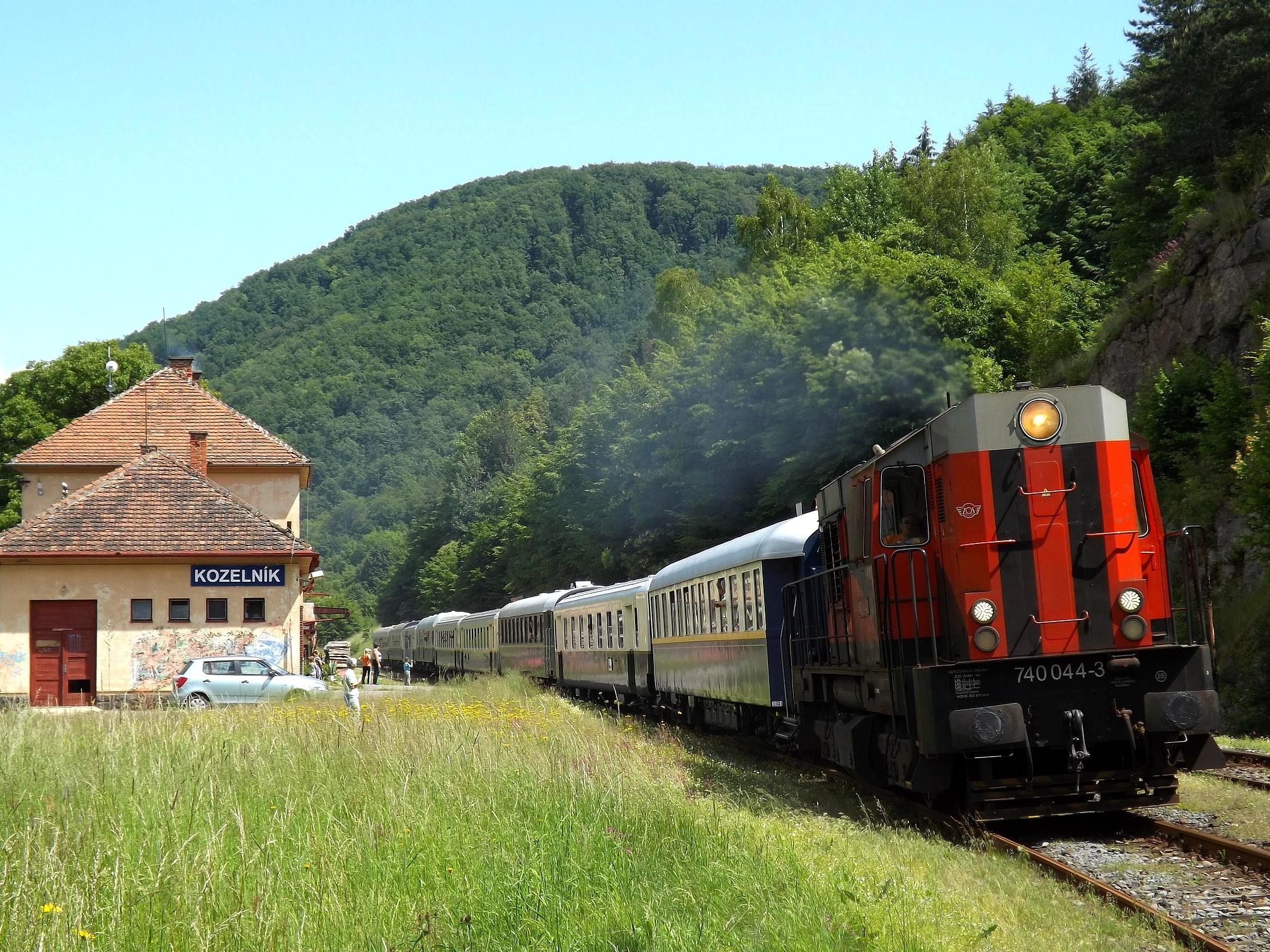
Speciale reizigerstrein in station Kozelník

In maart 2021 was een project voor de aanleg van het Štiavnická Anča-fietspad in voorbereiding. Dit fietspad zou Banská Štiavnica en Hronská Breznica over een afstand van 21,3 kilometer met elkaar verbinden. Het zou grotendeels aangelegd worden langs het traject van de voormalige smalspoorlijn.

## Stations en stopplaatsen
De lijn bedient de volgende stations (s) en haltes:
- Vertakking naar lijn 171 (Zvolen – Diviaky).

- Hronská Dúbrava (s) (zetel van de plaatselijke verkeersleider ŽSR)
  - Vertakking naar lijn 150 (Nové Zámky – Zvolen)
  - Brug over de rivier Hron
- Kozelník
- Banská Belá (s)
- Banský Studenec (afstand tot het dorpscentrum Banský Studenec: 4,9 km, langs verkeersweg 2536)
  - Tunnel Banská Štiavnica (1160 m)
- Banská Štiavnica (s)